# Klaudi Fröhlich
Klaus-Dieter „Klaudi“ Fröhlich (* 18. Juni 1940 in Köln; † 15. Oktober 2019) war ein deutscher Regisseur von Musik- und Comedyshows beim Fernsehen, von Fernseh- und Kinofilmen sowie ein Drehbuchautor und Schriftsteller.

## Leben und Wirken
Klaus-Dieter Fröhlich, der Sohn eines Buchhändlers, begann Theaterwissenschaft, Germanistik und Psychologie zu studieren, ehe er zu Beginn der 1960er Jahre (Rolle in dem Film Nur eine Karaffe, 1962) zum Fernsehen stieß. Rasch machte er sich seit Mitte der 1970er Jahre einen Namen als Regisseur von Fernsehshows, Comedy- und Musiksendungen. Darüber hinaus veröffentlichte Fröhlich einige Bücher (Engel in Weiß, Das zweite Testament, Ja uff erstmal – Winnetou unter Comedy-Geiern, Das Wusel von der Venus) und Fotoromane.
In diesen Segmenten arbeitete er in gut zwei Jahrzehnten mit bundesdeutschen Showgrößen wie Otto Waalkes (die Otto-Shows von 1974 bis 1977), Frank Elstner (Nase vorn), Jürgen von der Lippe (Donnerlippchen – Spiele ohne Gewähr, Lippes Lachmix), Frank Zander (Plattenküche, Sender Frikadelle), Peter Kraus (Hallo Peter), Reinhard Mey und den Bläck Fööss (mehrere Musikvideos und die Show Barfuß in Köln) zusammen. Ausflüge zur Regie von regulären Fernseh- (Geschichten aus der Heimat) oder Kinofilmen (zwei Episoden der 6-Episoden-Komödie Starke Zeiten) blieben die Ausnahmen. Nach seiner Regie der 45-minütigen Unterhaltungsshowreihe Wat is? mit Jürgen von der Lippe verschwand Fröhlich weitgehend aus dem Blickfeld der Öffentlichkeit und widmete sich verstärkt der Autorentätigkeit.
Fröhlich starb 2019 im Alter von 79 Jahren.

### Regie
wenn nicht anders angegeben, handelt es sich um Showformate
- 1974: Otto Waalkes: MCVKIIRVIII
- 1975: Otto – Das 3. Programm
- 1975: Gestern gelesen (Fernsehserie)
- 1976: Otto IV
- 1976–1977: Plattenküche (auch Drehbuch)
- 1977: Otto V
- 1977: Bombastus Ballmann (TV-Serie, auch Drehbuch)
- 1977: Morgen ist heute schon gestern (Silvestershow 1977/1978)[3]
- 1978: Jakob & Josef (TV-Serie, auch Drehbuch)
- 1979: Barfuß in Köln
- 1980–1990: WWF Club
- 1980: Die Frank Zander Show
- 1982: Hallo Peter
- 1983: Netter geht’s nicht
- 1983–1984: Showstart
- 1983–1984: Geschichten aus der Heimat (Fernsehreihe, auch Drehbuch)
- 1986–1987: Sender Frikadelle
- 1986–1989: Donnerlippchen – Spiele ohne Gewähr
- 1988: Starke Zeiten (zwei Episoden eines Kinofilms)
- 1988: Nase vorn
- 1992–1994: Lippes Lachmix
- 1996: Wat is?

## Hörspiele
Sprecher:
- 1957: Hans Daiber: Kathedrale mit zwei Sternchen. Funkerzählung – Regie: Fritz Peter Vary (Kurzhörspiel – WDR)